# Walentin Fabrikant
Walentin Aleksandrowicz Fabrikant (ros. Валенти́н Алекса́ндрович Фабрика́нт; ur. 26 września?/9 października 1907 w Moskwie, zm. 3 marca 1991 tamże) – rosyjski uczony optyk, profesor, członek rzeczywisty rosyjskiej Akademii Nauk Pedagogicznych, twórca teoretycznych podstaw konstrukcji i działania masera, zasady wzmocnienia promieniowania elektromagnetycznego przy przechodzeniu przez środowisko inwersyjne – będącej podstawą elektroniki kwantowej.

## Życiorys
Urodził się w Moskwie w rodzinie uczonego agronoma. W 1925 rozpoczął studia na wydziale matematyczno-fizycznym Moskiewskiego Uniwersytetu Państwowego (MGU). Uczęszczał na wykłady S.I. Wawiłowa, prowadził pod jego kierownictwem doświadczenia dotyczące kwantowego charakteru fluorescencji. Pracował też nad konstrukcją lamp luminescencyjnych i sond luminescencyjnych do zastosowań diagnostyki plamy.
Po ukończeniu uniwersytetu podjął pracę we Wszechzwiązkowym Instytucie Elektrotechnicznym jako kierownik laboratorium oraz jako wykładowca na katedrze fizyki Moskiewskiego Instytutu Energetycznego (MEI).
Od 1932 badał problemy optyki wyładowań w gazach. Ich wyniki opublikował w serii artykułów z ogólnym tytułem Optyczne badania wyładowań. Otrzymał za tę serię bez obrony stopień doktorski. W 1938 roku zaproponował metodę przeprowadzenia eksperymentalnego udowodnienia istnienia wymuszonego promieniowania. W związku z tym jako pierwszy zwrócił uwagę na możliwość co do zasady stworzenia środowiska, które – zamiast osłabiać – wzmacnia przenikające je promieniowanie (zjawisko ujemnej absorpcji). Prace nad tym zjawiskiem prowadził razem z M.M. Budybskim i F.A. Butajewą. W 1939 roku w Instytucie Fizyki im. Lebiediewa obronił rozprawę habilitacyjną związaną z badaniem optycznych charakterystyk wyładowań w gazach.
Zbiorcze wyniki badań pozwoliły Fabrikantowi wykazać, że przechodzenie światła przez środowisko inwersyjne prowadzi do wykładniczego wzrostu  intensywności promieniowania – co zawarł w zgłoszeniu odkrycia nowej metody wzmacniania światła (z uogólnieniem na promieniowanie w zakresie ultrafioletowym, widzialnym, podczerwonym i radiowym), wystosowanym w 1951 r. Radzieckie świadectwo autorskie tego odkrycia otrzymał dopiero w 1959 r., a w 1964 r. – dyplom odkrycia nr 12, z mocą od 1951 r. Opis tego odkrycia stanowił pierwsze na świecie dokładne sformułowanie sposobu wzmocnienia fal elektromagnetycznych w środowiskach poza stanem równowagi, przedstawienie teorii wzmocnienia kwantowego i prawa wzmocnienia w środowiskach z ujemnym współczynnikiem wzmacniania. Na zjawisku tym bazują zasady działania wszystkich wzmacniaczy kwantowych i generatorów (maserów i laserów)
Działalność dydaktyczna Fabrikanta była związana z MEI, gdzie przeszedł drogę od wykładowcy i asystenta do profesora i kierownika katedry fizyki – był nim od 1943 do 1977 roku. Na tej katedrze utworzył nową specjalizację – inżynieria laserowa, która za jego życia ukończyło ponad 700 specjalistów. W 1968 r. został wybrany na członka rzeczywistego radzieckiej Akademii Nauk Pedagogicznych. W ostatnich latach życia był profesorem-konsultantem katedry fizyka-1 MEI.
Był odznaczony orderami: Czerwonego Sztandaru Pracy i „Znak Honoru”, a także złotymi medalami im. S.I. Wawiłowa. Otrzymał Nagrodę Stalinowską. Od 1992 r. katedra fizyki MEI nosi imię Fabrikanta. 
W jego dorobku publikacyjnym jest ponad 250 prac.
Pochowany na Cmentarzu Wagańkowskim w Moskwie.